# X-PO: 2089 Cyber Revolution
X-PO : 2089 Cyber Revolution fou un videojoc d'aventures francés realitzat per Kalisto per a la Playstation original i PC. Impulsat en motiu de l'any de França al Japó, la comercialització del videojoc fou cancel·lada, quedant inèdita la versió de Playstation i sent només distribuïda, gratuïtament, la versió de PC a càrrec de NEC.
L'objectiu del joc era conéixer millor la història de França mitjançant diverses anècdotes que el jugador descobria explorant el mapa. Finalment, Sony es va retirar del projecte, deixant inèdita la versió de Playstation, mentre que l'encarraga de la versió de PC, NEC, va decidir distribuir el joc com a premi d'un concurs.